# Holdaar
«Holdaar» (читается как Хо́льдар) («Громовержец») — российская блэк-метал-группа, существовавшая с 2004-го по 2017 год в Калининграде. За время существования коллектива основной состав несколько раз менялся, иногда дополнялся приглашёнными музыкантами.
Основателем, лидером и главным композитором Holdaar был Skilar «Holdaar» Velesson (Blackwings)

## История
Блэк-метал-проект Holdaar был образован в апреле 2004 года, после распада группы «Fear Of Sanity», в состав которой входил лидер Holdaar — Skilar Blackwings. В том же году музыканты записывают первое демо «Repulsive By The Light» часть материалов которого, впоследствии вошли в CD «In My Dead Garden» дарк-эмбиент проекта «Autumn Tales». Оставшиеся треки так и не были реализованы так как музыканты решили в дальнейшем использовать для написания лирики только русский язык. На протяжении всего времени существования группы основной текстовой направленностью являются военная и историческая тематики, а также уделяется внимание дохристианским религиозным традициям.
С 2005-го по 2006 год «Holdaar» записывают ещё три демо: «Грядёт Россия!», «Закат Европы» и «Противление».
В 2007 году Skilar Blackwings в одиночку перезаписывает 16 ранних треков для первого CD «Противление», который был выпущен лейблом A.G.D. Productions. Альбом также распространялся и в США конторой «Negative Existence» (Atlanta)
В 2008 году группа выпускает альбом «Путь к Солнцу» (В 2016 году альбом был переиздан в США лейблом Black Metal Cult Records)
В начале 2009 года, «A.G.D. Productions» и «Cyberborea Records», выпускают третий полноформатный альбом Holdaar — «Рождение Героя».
В США и Европе альбом распространяют «Negative Existence» и «United Guttural Records»
20 января 2010 года лейблом Nymphaea Records был выпущен четвёртый альбом группы — «Год 120-й»
В июне 2010 года из-за творческих разногласий группу покидает вокалист и гитарист Дмитрий, полностью сосредоточившийся на своём собственном проекте «Kolohorth». На тот момент Holdaar вновь представлял собой оne-man’s project.
Несколько позже, осенью 2010, Holdaar выпускает EP «Si vis pacem, para bellum», состоящий из нереализованных материалов группы, записанных в период с 2006 по 2009 годы. В альбоме также присутствует кавер на песню «Man Of Iron» шведской группы Bathory, записанный для трибьюта «Wolves Of Nordland» изданного лейблом Nymphaea Records в конце 2010 года. В этом же году к проекту присоединяется Александра «Лауреано» Пламенац (Thunderstorm, Autumn Tales, Kein Zuruck, Therion) — вокал, бас-гитара.
В июне 2011-го в состав вливается новый участник — Алексей, исполнивший вокальные партии на альбоме «Дети Сумерек Богов», музыкальная часть которого на тот момент уже была готова.
В мае 2012 года на лейбле Nymphaea Records выходит трибьют посвященный Holdaar под названием «Противостояние», в котором приняли участие музыканты из России, Белоруссии и Хорватии.
В декабре 2012 года на итальянском лейбле Frozen Darkness выходит альбом «Sunset Of Europe» (Закат Европы). Материалы представленные на нём записаны в 2006 году и ранее на CD не издавались. Также, в качестве бонуса на диск вошли два видеоклипа — «Лесной Царь» и «Кёнигсберг».
В ноябре 2013 года на Nymphaea Records выходит очередной, на этот раз акустический альбом Holdaar под названием «Где Не Место Рабу».
В начале 2014 года Holdaar начинают сотрудничество с независимым лейблом More Hate, на котором был выпущен новый альбом группы — «Времена Уходящие В Небо».
Летом 2015 года в США лейблом Black Metal Cult Records были переизданы альбомы «Противление» (в перезаписанном виде) и «Рождение Героя».
В ноябре 2015 года на лейбле More Hate выходит очередной альбом Holdaar «Агисхьяльм».
В 2016 году на американском лэйбле Black Metal Cult Records выходит девятый полноформат — «Воинство Зимы».
В том же 2016 году на отечественном лэйбле Barbatos Prods выходит «The Secrets of the Black Arts — A Tribute to Black Metal Scene» — альбом-трибьют, полностью состоящий из кавер-версий на блэк-классику.
В начале 2017-го на лейбле More Hate выходит очередной полноформатный альбом Holdaar «Твоя Война», получивший достаточно высокие оценки в тематических изданиях. В частности, в журнале Metal Hammer.
В августе 2017 года коллектив официально прекращает своё существование.

## Состав на момент распада группы
- Skilar Blackwings — гитара, бас-гитара, клавишные, этнические, ударные (2004—2017)
- Алексей «Леший» — вокал (2011—2017)

### Бывшие участники
- Андрей Титков — вокал, гитара, акустические инструменты (2006—2014)
- Дмитрий «Incubus» — вокал, гитара (2007—2010)
- Александра «Лауреано» Пламенац — вокал, бас-гитара (2010—2013)

## Дискография

### Демозаписи
- 2004 — Repulsive by The Light
- 2005 — Противление
- 2006 — Грядёт Россия!
- 2013 — Promo

### Альбомы
- 2007 — Противление
- 2008 — Путь к Солнцу
- 2008 — Рождение Героя
- 2010 — Год 120-й
- 2011 — Дети Сумерек Богов
- 2012 — Sunset of Europe
- 2013 — Где Не Место Рабу
- 2014 — Времена Уходящие в Небо
- 2015 — Агисхьяльм
- 2016 — Воинство Зимы
- 2016 — The Secrets of the Black Arts — A Tribute to Black Metal Scene
- 2017 — Твоя Война

### Мини-альбомы
- 2011 — Morituri Te Salutant
- 2013 — Battle Not Over
- 2013 — Metal Thunder
- 2014 — Леса Хранят Булатный Звон Руси

### Синглы
- 2008 — Ragnarök
- 2013 — Raubritter (Absurd Cover)
- 2013 — К Тени Завоевателя

### Сборники
- 2009 — Jubileum 2004—2009
- 2010 — Si Vis Pacem, Para Bellum
- 2014 — Corona Borealis

## Трибьюты и каверы на Holdaar
- A Tribute To Holdaar — Противостояние (CD) (2012) (Nymphaea Records)

| №   | Название                              | Длительность |
| --- | ------------------------------------- | ------------ |
| 1.  | «Tivaz - Путь к Солнцу»               |              |
| 2.  | «Ataatmath - Волчья Злость»           |              |
| 3.  | «Putrification - Перун»               |              |
| 4.  | «Nimphaion - Седьмая Печать»          |              |
| 5.  | «Midgaard - Встречь Восходу»          |              |
| 6.  | «Солнцеворот - Божий Воин»            |              |
| 7.  | «Type V Blood - Кёнигсберг»           |              |
| 8.  | «Nar Mattaru - Смерть Вождя»          |              |
| 9.  | «Dies Nefastus - За Волком и Соколом» |              |
| 10. | «Wolfenhords - Day Of Darkness»       |              |
| 11. | «T.E.R.R.O.R - Гитлер Шпееру...»      |              |
| 12. | «Scharfrichter - Белые Воины»         |              |

## Запрет отдельных песен в России
- Решением Никулинского районного суда города Москвы от 02.02.2017 в федеральный список экстремистских материалов была внесена композиция Holdaar — «Памяти бойцов Р.О.Н.А.»
- Решением Ленинского районного суда города Костромы от 07.07.2017 в федеральный список экстремистских материалов была внесена композиция Holdaar — «Последнее Право»
- Решением Лесосибирского городского суда Красноярского края от 29.09.2017 в федеральный список экстремистских материалов была внесена композиция Holdaar — «Русь и Кавказ»

## Интервью
- Интервью журналу Terroraiser # 3 (59), 2014 год
- Интервью журналу Atmosfear # 16, 2015 год

## Рецензии
- Рецензия на альбом «Дети Сумерек Богов» в журнале Dark City № 67, 2012 год
- Рецензия на альбом «Где Не Место Рабу» в журнале Dark City № 79, 2014 год
- Рецензия на альбом «Времена Уходящие В Небо» в Веб-зине Thrashocore (Франция)
- Рецензия на альбом «Времена Уходящие В Небо» в журнале Dark City № 82, 2014 год
- Рецензия на альбом «Агисхьяльм» в Веб-зине Thrashocore (Франция)
- Рецензия на альбом «Агисхьяльм» в журнале Dark City № 93, 2016 год
- Рецензия на альбом «Твоя Война» в Веб-зине Loud And Proud (Италия)
- Рецензия на альбом «Твоя Война» в Веб-зине Thrashocore (Франция)
- Рецензия на альбом «Твоя Война» от журнала Metal Hammer 11/05/2017 (Италия)
- Рецензия на альбом «Твоя Война» в журнале Dark City № 97, 2017 год